# Ним, Наум
Наум Ним, имя при рождении Наум Аронович Ефремов (род. 16 февраля 1951, Богушевск, Витебская область) — российский писатель, журналист и педагог, правозащитник.

## Биография
В восьмилетнем возрасте потерял отца, инвалида войны. Мать — учительница. Учился на мехмате МГУ, на математическом факультете Ростовского университета. Окончил вечернее отделение факультета математики Витебского педагогического института (1979).
Занимался тиражированием и распространением самиздата. После многократных обысков, изъятий у него книг и рукописей был арестован в январе 1985 года в Ростове-на-Дону. В июне того же года осужден Ростовским областным судом на два с половиной года колонии общего режима по обвинению в «распространении заведомо ложных измышлений, порочащих советский государственный и общественный строй». Большую часть срока провел в колонии общего режима в Тюмени. Освобожден в марте 1987 года.
Работал воспитателем и преподавателем в интернате для умственно неполноценных детей в Новочеркасске, учителем математики в школе, программистом, плотником, столяром, пилорамщиком, кочегаром, строителем.
Писать начал в 1980-е годы, но всерьез занялся литературой уже после лагеря.
В марте 2014 года вместе с рядом других деятелей науки и культуры выразил своё несогласие с политикой российской власти в Крыму.

## Литературная и журналистская деятельность
Главный редактор журналов Индекс/Досье на цензуру (с 1996) и Неволя (с 2004). Автор нескольких повестей, романа, правозащитной публицистики. Произведения Н. Нима переведены на немецкий язык. Член Союза российских писателей, Русского ПЕН-Центра.
В 2012 году получил премию имени А. и Б. Стругацких за роман «Господи, сделай так…».

## Публикации
- Звезда светлая и утренняя // Континент. 1990. № 65. С. 23—113; № 66. С. 111—207;
- До петушиного крика // Знамя. 1992. № 10. С. 59—95
- Не знать, не слышать, не понимать: хроника — позиции — мнения. М.: Фонд защиты гласности, 1994 (в соавторстве)
- Пятилетка гласности: хроника 1991—1996 гг. М.: Права человека, 1996
- Оставь надежду… или душу : [повести]. М.: Совершенно секретно, 1997[3]
- Дело № 10. Григорий Пасько против ФСБ. М.: Галерия, 2000
- Пассажиры: Хроники новейшего времени. СПб.: Лимбус-Пресс, 2006
- Господи, сделай так… : [роман]. М.: Астрель, 2011
- Юби : [роман]. — М.: Время, 2018. — 320 с. ISBN 978-5-9691-1675-7